# Chaptalia spathulata
Chaptalia spathulata là một loài thực vật có hoa trong họ Cúc. Loài này được (D.Don) Hemsl. mô tả khoa học đầu tiên năm 1881.